# Eulalius van Antiochië
Eulalius werd Patriarch van Antiochië in 331 na de afzetting van Eustathius van Antiochië, die beschuldigd werd van overspel. Volgens kerkhistoricus Theodoretus van Cyrrhus was hij een ariaan.